# Завіти Ільїча (Іглінський район)
Заві́ти Ільїча́ (рос. Заветы Ильича, башк. Заветы Ильича) — присілок у складі Іглінського району Башкортостану, Росія. Входить до складу Ауструмської сільської ради.
Населення — 17 осіб (2010; 18 в 2002).
Національний склад:
- білоруси — 50 %
- росіяни — 33 %